# Giuseppe Maria Soli
Giuseppe Maria Soli (Vignola, 23 giugno 1747 – Modena, 20 ottobre 1822) è stato un architetto e pittore italiano.
Direttore dell'Accademia Atestina di Belle Arti e architetto di Corte, fu il maggior esponente del Neoclassicismo del Ducato di Modena.

## Biografia
Giuseppe Maria Soli nacque a Vignola nel 1747 presso una famiglia pare di mezzadri e grazie all’interessamento del governatore locale, l'avvocato Giulio De Nobili, poté seguire il tradizionale iter di studi apprendendo pittura e disegno con Frà Stefano da Carpi, uno dei protagonisti della pittura del ducato estense del XVIII secolo.

### La prima formazione a Bologna
Dopo essere stato presentato nel 1758 al conte Carlo Cesare Malvasia di Bologna, il dodicenne Soli venne accolto nella casa del conte e fu introdotto all’Accademia Clementina. Nel corso del suo tirocinio bolognese Soli si distinse in numerose occasioni: negli anni 1766, 1768, 1769 e 1770 ricevette infatti il Premio di frequenza Fiori nella sezione di Figura, mentre nel giugno del 1776 ottenne anche la medaglia di prima classe del Premio Marsili Aldovrandi. 
Tra i docenti che Soli frequentò negli anni della sua formazione bolognese si ricordano Ercole Lelli e soprattutto Carlo Bianconi, intellettuale di grande spessore nell'ambito dello studio dell'antico e dalle forti opinioni antibarocche.

### Il trasferimento a Roma

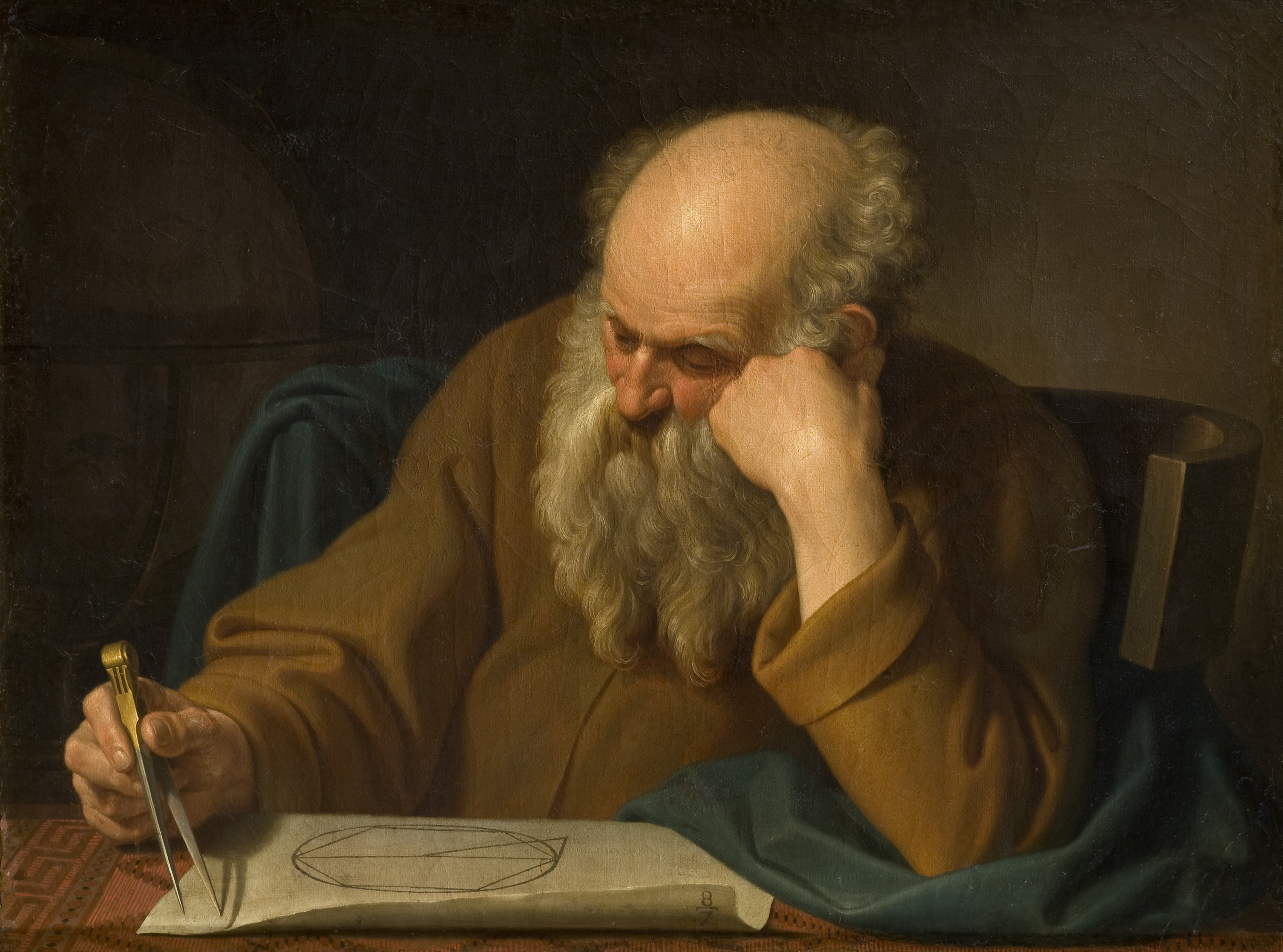
Giuseppe Maria Soli, Archimede, 1779, Museo Civico di Modena

Terminati gli studi presso l’Accademia Clementina, nel 1770 Soli lasciò Bologna per perfezionare i propri studi in pittura a Roma presso l’Accademia di San Luca, grazie al sostegno della Comunità modenese e al sovvenzionamento di Francesco III d’Este. Agli anni 1771-1774 risalgono inoltre i primi progetti architettonici di Soli: il campanile della chiesa parrocchiale dei SS. Apostoli Giacomo e Filippo a San Giacomo a Roncole e quello della Pieve di Nonantola, entrambi nel territorio del Ducato Estense. 
Come ricorda il suo biografo, Brignoli di Brünnhoff, fin dagli anni giovanili Soli sviluppò un carattere molto deciso e impulsivo: per conservare la protezione della Comunità modenese, così da prolungare la propria permanenza a Roma, egli non esitò ad inviare a Modena nel 1773 l'opera Il vecchio Tobia con il figlio e l'angelo, eseguita per il marchese Bagnesi, influente ministro del governo estense; nel 1775 inviò invece a Milano allo stesso Francesco III il dipinto Veduta della Piazza Ducale di Sant'Agostino, che ottenne il plauso del duca. Nel 1779 ottenne così un'ulteriore estensione del soggiorno con proroga dell’assegno, con l'obbligo tuttavia dell'invio alla Comunità di altre sue opere: prima la tela Archimede, poi Apelle che ritrae Campaspe.
Il soggiorno romano di Soli si protrasse così fino al 1784, permettendogli di perfezionare la propria versatilità pittorica e architettonica attraverso l’attento studio delle “rovine di quei vetusti edifici”.
In questo periodo Soli dipinse diverse opere su commissione dei principi Barberini e per la duchessa d’Orleans, collaborò alla decorazione del cosiddetto appartamento nuovo allestito a Palazzo Barberini di via Quattro Fontane per i coniugi Cornelia Costanza Barberini e Giulio Cesare Colonna di Sciarra, fu impegnato nella ristrutturazione della cappella gentilizia dello stesso palazzo, si occupò della decorazione dell’appartamento di parata e di un gabinetto di Palazzo Falconieri.
La prima vera impresa architettonica di Soli fu tuttavia il progetto per la Chiesa di San Pietro Apostolo a Carbognano, commissionato da Giulio Cesare Colonna di Sciarra principe di Carbognano, incarico che mantenne fino a quando non fu richiamato a Modena nel 1784.
Agli ultimi anni romani va forse fatta risalire la conoscenza, tramutata poi in profonda amicizia e in proficua collaborazione professionale, con Giovanni Antonio Antolini, nonché il probabile avvicinamento di Soli alla massoneria.

### Il ritorno nel Ducato Estense

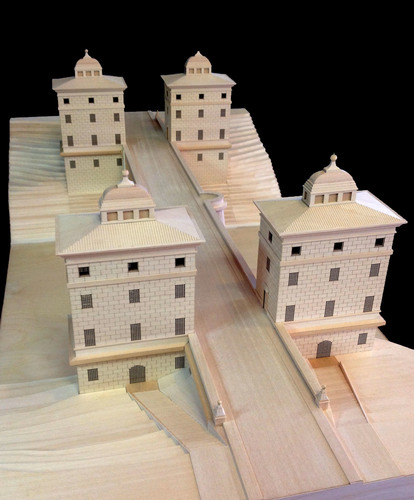
Modello ligneo del Ponte Sant’Ambrogio sul fiume Panaro, progettato da Giuseppe Maria Soli

Secondo precisi accordi, Soli fu dunque richiamato a Modena dal nuovo duca Ercole III per istituire, progettare, organizzare e dirigere la nuova Scuola di disegno, poi Accademia di Belle Arti, aperta nell'edificio dell’ex-Sant'Uffizio, di fianco alla chiesa dei Domenicani. 
Soli fu un intellettuale di centrale importanza per la diffusione della cultura neoclassica a Modena. A tal riguardo, lo storico dell’arte Adolfo Venturi gli attribuisce la paternità dell'istituzione della prima galleria d'arte pubblica all'interno dell'Accademia di Belle Arti. Inoltre ricoprì la cattedra di professore della facoltà di Filosofia ed Arti presso l'Ateneo modenese, e dal 2 novembre 1785 fu anche insignito del titolo di Accademico Clementino d'Onore.

La fama e il prestigio personale si consolidarono con la ricostruzione del monumentale ponte di Sant'Ambrogio (1789-93) a San Cesario sul Panaro, lungo la via Emilia, che favorì l'inserimento del Ducato nella grande viabilità e nei nuovi circuiti commerciali che gli Asburgo stavano promuovendo negli stati legati alla loro cerchia d'influenza. 

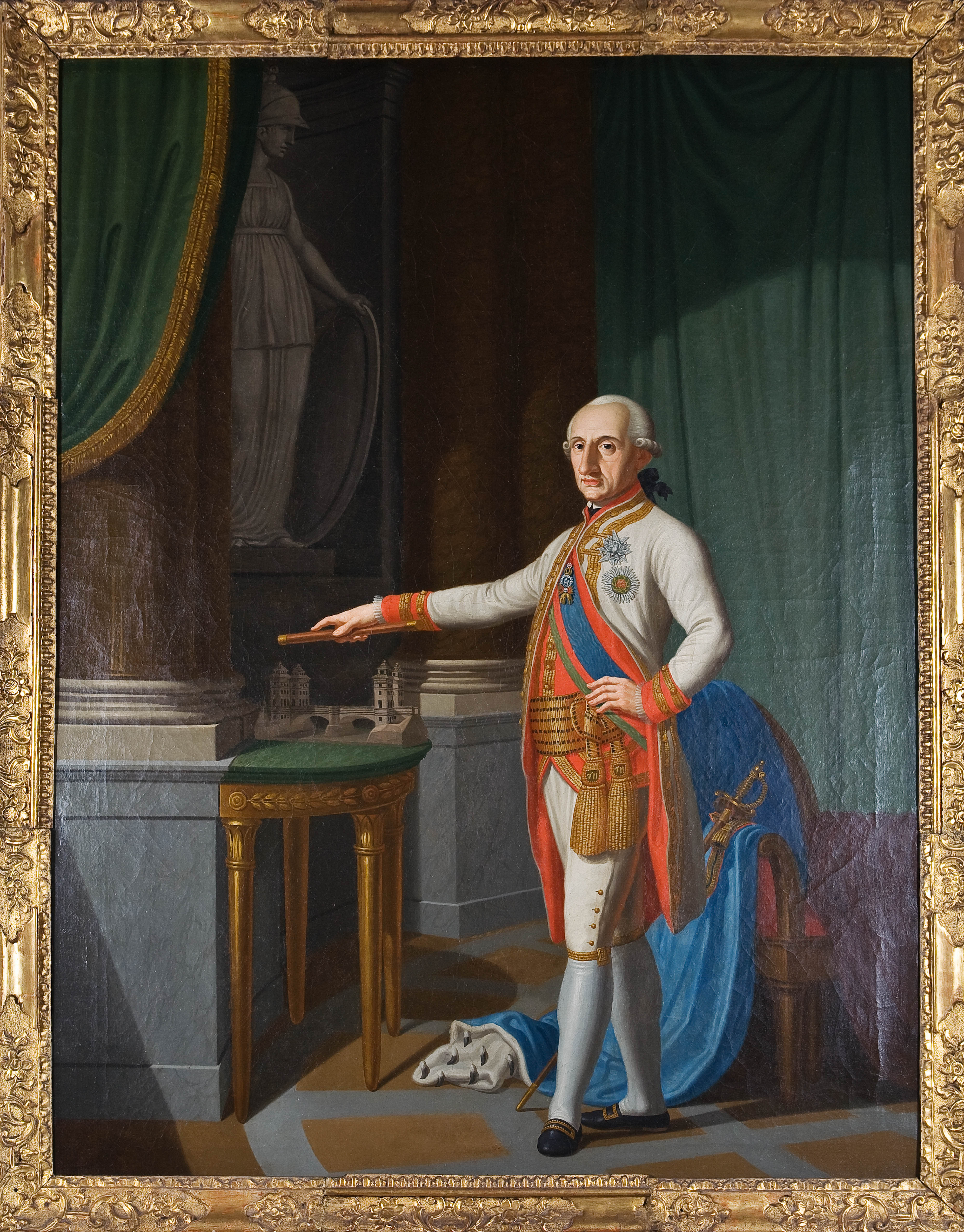
Giuseppe Maria Soli, Ercole III d’Este, XVIII secolo, Musei Civici di Reggio Emilia

Successivamente, Soli assunse la progettazione e la costruzione della scenografica Porta Sant’Agostino a Modena (1789-1791), ideata non solo come coronamento degli interventi di raddrizzamento e di abbellimento del tratto urbano della via Emilia (iniziati dall’ingegnere Pietro Termanini), ma anche come ultimazione del processo di riforma sociale e urbanistica illuminata che aveva in Largo Sant'Agostino il suo apice. 
A questa fase particolarmente impegnativa della carriera di Soli è probabilmente da ricondurre anche la commessa ducale del ritratto ufficiale del duca Ercole III, databile al 1793-94, e a cui seguì anche il ritratto dell’abate Girolamo Tiraboschi, oggi a Bergamo.

### Al servizio di Bonaparte
Con l’ingresso dei Francesi a Modena 1796, Soli aderì subito alla Repubblica: assunse gli incarichi per l'erezione dei nuovi monumenti “alla libertà” e “alla riconoscenza”, fu eletto tra i membri del Comitato decurionale insediato per la nomina della nuova Municipalità e fu tra gli Accademici Filarmonici che proposero di istituire un’accademia presso il Teatro Rangoni di Modena in onore del generale Bonaparte. 
Sempre nel 1796 è inoltre incaricato di partecipare alla commissione nominata per scegliere dipinti della collezione estense da inviare, in ottemperanza dell'armistizio tra la Francia e l'ex-duca Ercole III, a Parigi. In seguito accettò anche l’incarico, insieme a Luigi Cerretti, della conservazione e della salvaguardia delle opere requisite sia dalle collezioni ducali sia dai beni nazionalizzati. Queste opere furono in larga parte trasferite nei locali dell’Accademia delle Belle Arti, dove Soli provvide all’allestimento delle prime gallerie espositive, in questo modo arginando per quanto più possibile molti trafugamenti, manomissioni, trasferimenti e vendite.
Soli fu anche tra i protagonisti e sostenitori dell’istituzione della Scuola del Genio e dell’Artiglieria, l’unica in Italia, aperta a Modena il 23 settembre 1798 e pensata sul modello dell’École Polytecnique; egli sarà anche il responsabile degli ampi lavori di riadattamento necessari per accogliere il nuovo istituto all’interno dell’ex Palazzo Ducale.
Nel 1801 Soli fu chiamato a Milano a far parte della commissione per il progetto del nuovo Foro Bonaparte, voluto dall’Antolini; nel 1806 fu anche nominato Ispettore dei Regii Fabbricati e quindi incaricato della gestione del Palazzo Ducale di Modena. Tra il 25 ed il 26 giugno dello stesso anno, Soli fu decorato da Napoleone in persona, in visita a Modena, con la croce della Legion d’Onore.
Nel 1810 sostituì l’Antolini nel cantiere delle Procuratie Nuovissime in Piazza San Marco a Venezia, progetto discusso e di difficile realizzazione.

### Gli ultimi anni

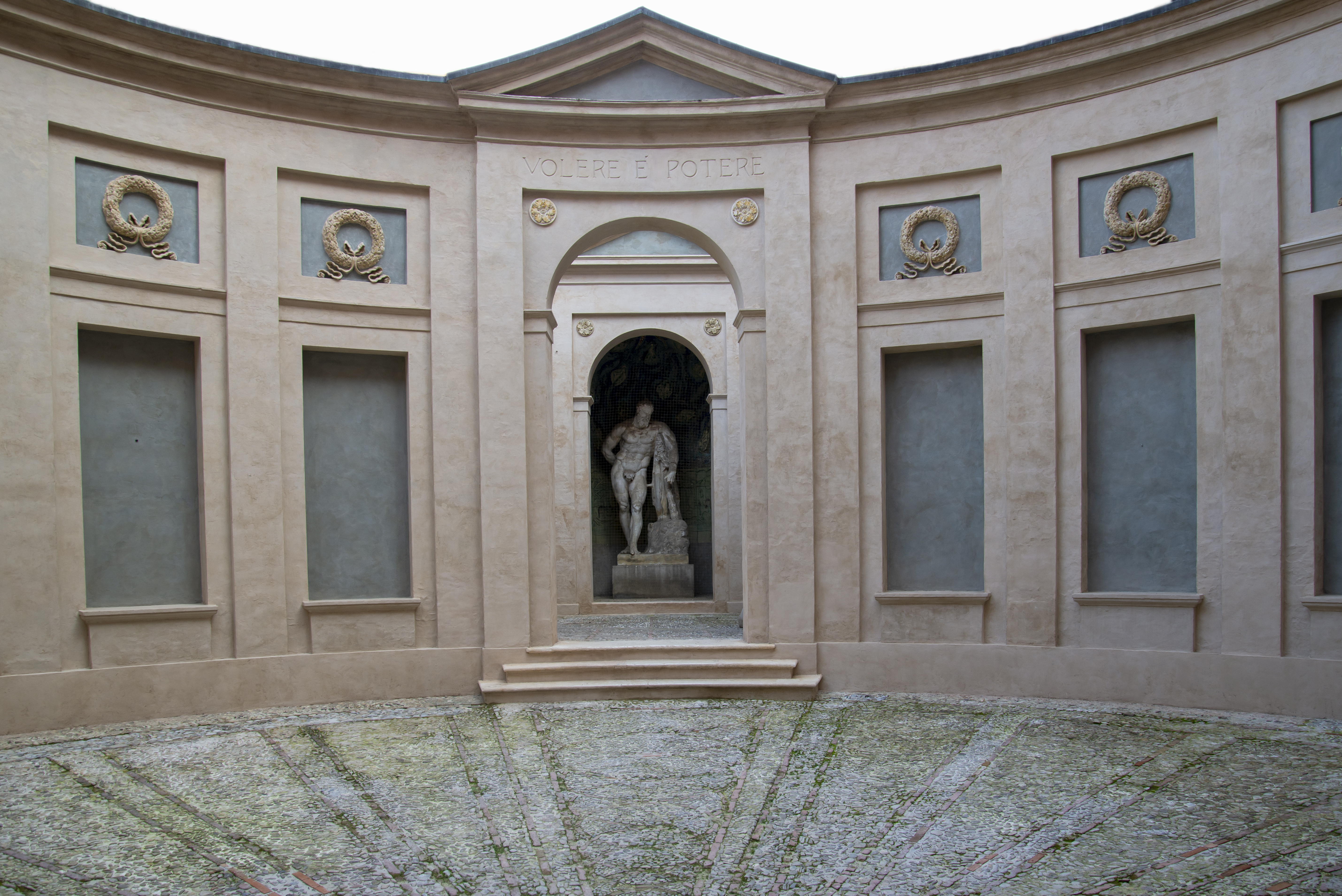
Cortile ad esedra dell'Accademia di Belle Arti a Modena progettato da Soli

Nel 1814 Soli fu richiamato dalla famiglia arciducale da Venezia a Modena e reinsediato con la carica di Architetto di Sua Altezza Reale, al fine di completare i lavori di ammodernamento degli appartamenti di Palazzo Ducale.
In quegli anni Soli è anche membro della Commissione d’Ornato di Modena e ispiratore del piano di riforma urbana della capitale estense del 1818, il Piano Generale per il miglioramento dell’Ornato. Soli fu quindi tra i principali artefici ed esecutori della Restaurazione a Modena: non vi era quasi nulla che non fosse sottoposto al suo esame o ad un suo parere preventivo.
Negli ultimi anni della sua carriera Soli mantenne la direzione della riformata Accademia Atestina di Belle Arti e ricevette importanti commesse private e religiose sia a Modena che in vari centri della provincia.
Giuseppe Maria Soli morì a Modena il 20 ottobre 1822: i funerali furono celebrati in forma solenne e la sepoltura ebbe poi luogo a Vignola.